# Сіткова модель

Сіткова модель — відображає часткову впорядкованість робіт у часі; вона може містити й інші характеристики (час, вартість, ресурси тощо), що стосуються окремих робіт і (або) комплексу в цілому. Сітку комплексу розглядають як орієнтований скінчений граф без контурів; вона відображує відношення чергування між роботами, у відповідність яким можна поставити дуги чи вершини графу.
Найпоширенішим є графічне зображення сіткової моделі на площині, що його називають сітковим графіком (див. рис.); можуть бути й інші форми зображення сіткових моделей — цифрова, таблична, за допомогою різних технічних засобів (світлові табло, механічні модулі, електричні кола тощо). У найпоширеніших прямих сіткових моделей (рис) роботи, які характеризують процеси, що перебігають у часі, або технологічні чи логічні залежності, відповідають дугам графу. Вершини графу являють собою події, кожна з яких, не будучи процесом і не маючи протяжності, відбувається внаслідок закінчення однієї чи кількох робіт, які безпосередньо передують цій події. Початкова подія — 0-подія, кінцева подія — завершальна (цільова), яка визначає мету комплексу. Рідше застосовуються спряжені сіткові моделі, в яких вершини відображують роботи, а дуги — порядок виконування їх. За структурою сіткові моделі поділяють на канонічні й альтернативні. Сіткові моделі застосовують в цільових розробках складних систем — науково-дослідні та дослідно-конструкторські роботи, проектування, дослідне виробництво, випробування; в державних міжвідомчих та регіональних програмах; в будівництві, реконструкціях, ремонті промислових об'єктів; при розвідуванні і освоєнні нових родовищ корисних копалин.